# Фікароло
Фікароло (італ. Ficarolo, вен. Ficarolo) — муніципалітет в Італії, у регіоні Венето, провінція Ровіго.
Фікароло розташоване на відстані близько 350 км на північ від Рима, 90 км на південний захід від Венеції, 31 км на південний захід від Ровіго.
Населення — 2493 особи (2014).

## Демографія
Населення за роками:

Станом на 1 січня 2023 року в муніципалітеті офіційно проживали 183 іноземці з 25 країн, серед них 44 громадяни країн Євросоюзу та 5 громадян України.

## Сусідні муніципалітети
- Баньйоло-ді-По
- Бондено
- Фелоніка
- Феррара
- Гаїба
- Салара